# مذبة (أداة)

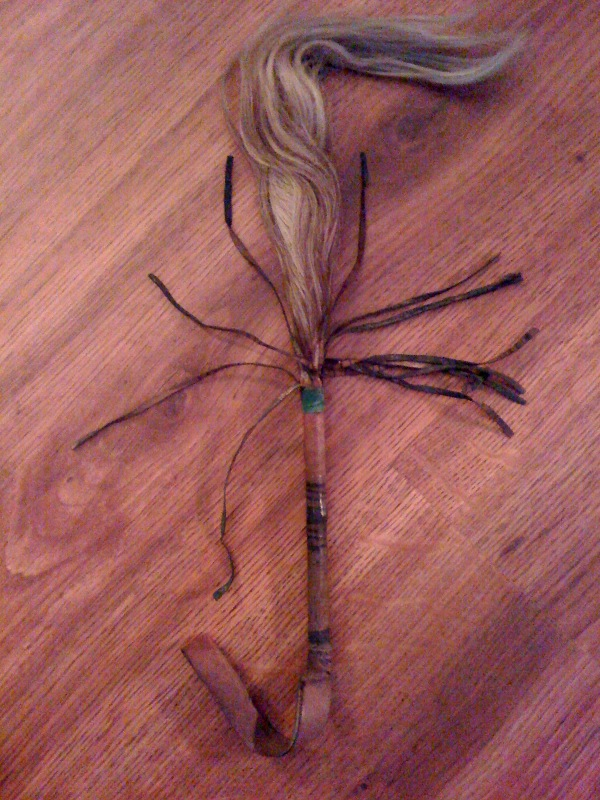
مذبة الهوسا من جلد الماعز وشعر الحصان، بالقرب من مرادي،النيجر، أوائل الستينيات

المِذَبَّة أو المِنَشَّةُ مِنْفَضَة لطرد الذباب. أداة مماثلةٌ لها تستخدم مروحةً يدويةً في المناخات الاستوائية الحارة، أحيانًا كجزء من الشعارات الرسمية ، وتسمى خَورِي أو خَمَرَة أو برَكِرَنْكَة في جنوب آسيا والتبت.
في الفن الإندونيسي، تعد المِذبَّة أحد العناصر المرتبطة بشيفا. غالبًا ما يُنظر إليها على أنها سمة من سمات الآلهة الهندوسية والجينية والطاوية والبوذية.  تظهر المذبَّة في بعض تكوينات أشْتَمَنْغَلة، المستخدمة في بعض تقاليد مورتي بوجا. يتم استخدامها أيضًا كملحق في الجوانب الطقسية لتقاليد الأداء الشعبي، وخاصة أشكال المسرح الشعبي مثل بَلَة غَن حيث يمكن أن يُحملَ اثنتَين منها.
تُستخدم المِذبَّة في أجزاء من الشرق الأوسط المعاصر، مثل مصر. فمثلاً، يستخدمها البائعون في الهواء الطلق وأصحاب المحالّ، خاصة في فصل الصيف عندما يصبح الذباب مزعجاً. تلك لها مقبض خشبي وألياف نباتية متصلة بها. أغلى منها مصنوعة من شعر الخيل. في الأجزاء الشرقية من شبه القارة الهندية ، وهي مصنوعة من شعر ذيل الياك.
تظهر المذبات ظهوراً متكرراً عند ملوك ونبلاء أجزاء كثيرة من القارة الأفريقية القُدامى. استخدم ملوك ورؤساء اليوروبا مخافق الذبابة، كرمز للسلطة والاحترام.  ومازالت تستخدم في السياقات الحديثة: حمل الزعيم الكيني جومو كينياتا مذبّة، وهي علامة على السلطة في مجتمع الماساي،  كما فعل الزعيم المَلَويَ هَستِنغز بندة، بينما استخدم موسيقي الجاز الجنوب أفريقي جابو خانيلي مذبة الماساي رمزاً عندما أثناء الأداء على خشبة المسرح. 
وإلى ذالك فهي أحد الرموز التقليدية للتسلسل الهرمي للرهبنة البوذية في الصين واليابان، جنبًا إلى جنب مع الخارة ، وصولجان الجوهرة ، ووعاء جمع الأموال.

## حادثة الجزائر
في عام 1827، ضرب الدايُ حسين آخر حاكم عثماني للجزائر، القنصلَ الفرنسي بيير دوفال في وجهه بمذبَّة خلال حوارهما حول الديون الفرنسية غير المسددة للجزائر. أصبحت تلك الإهانة ذريعة للغزو الفرنسي للجزائر عام 1830. 

## معرض الصور

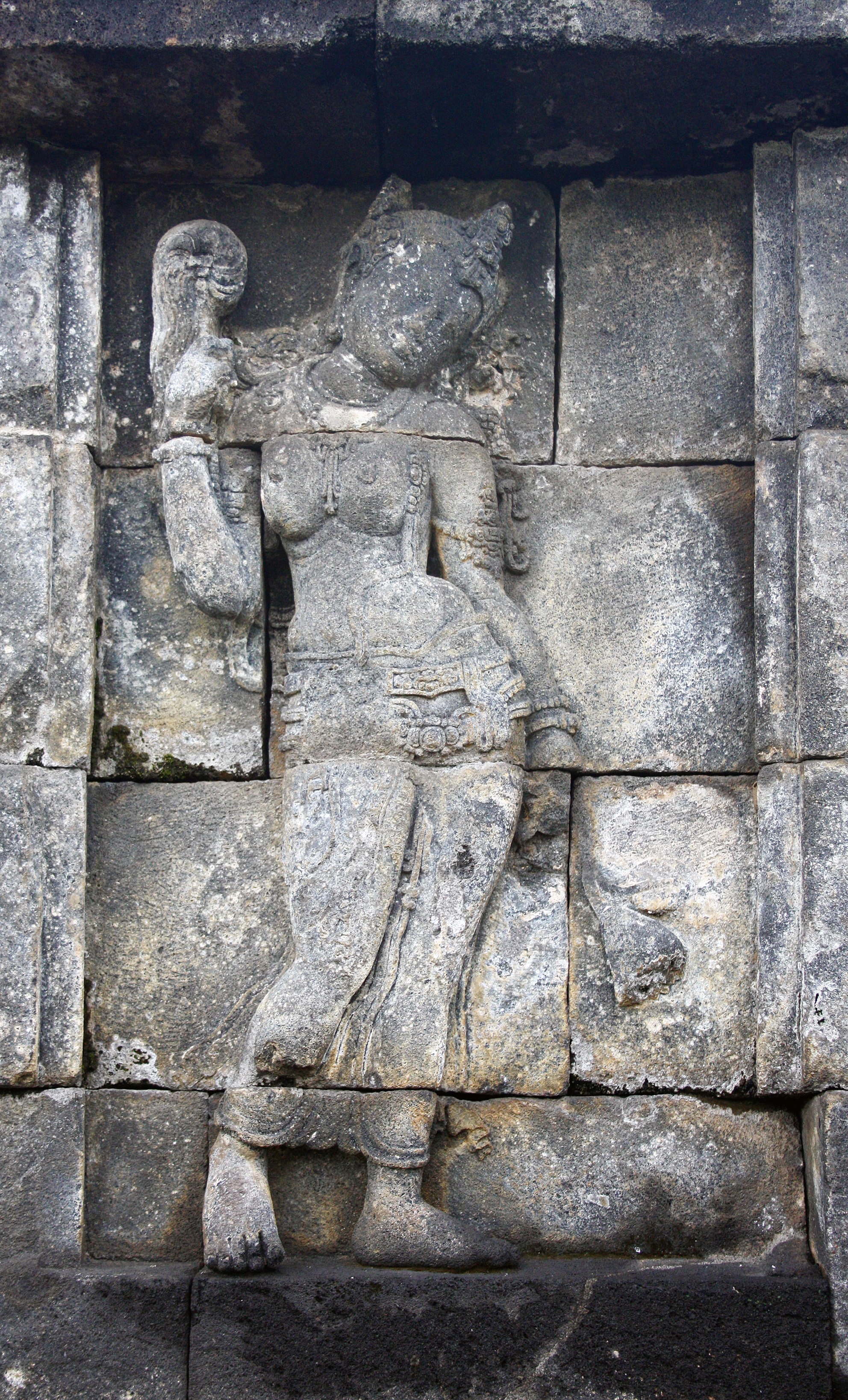
مذبة خَمَرَة شعارٌ في الأيقونات الهندوسية البوذية. القرن الثامن بُرُوبُدور النحت البارز.
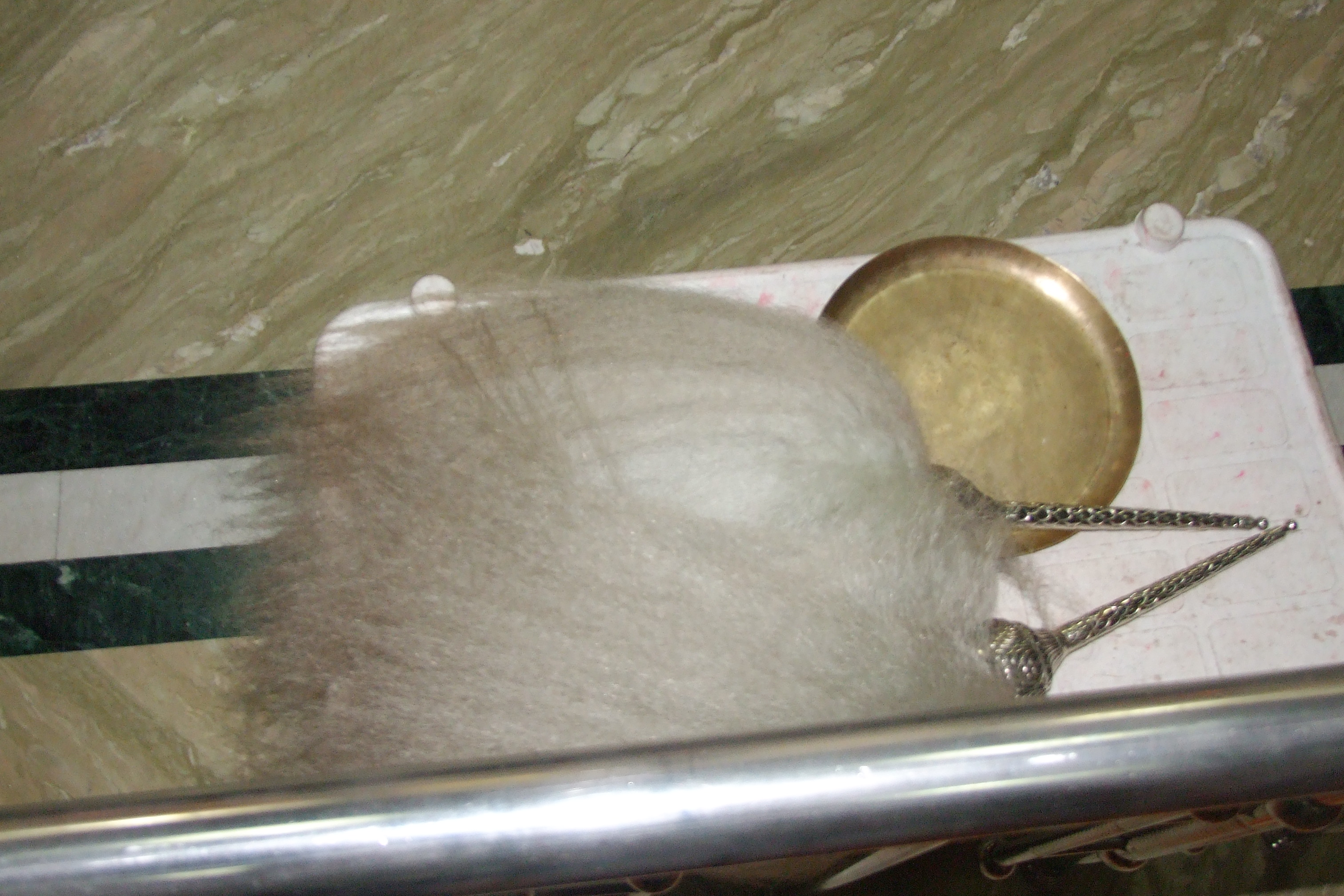
خَمَرَة المستخدمة في الهندوسية بوجا (طقوس الصلاة)
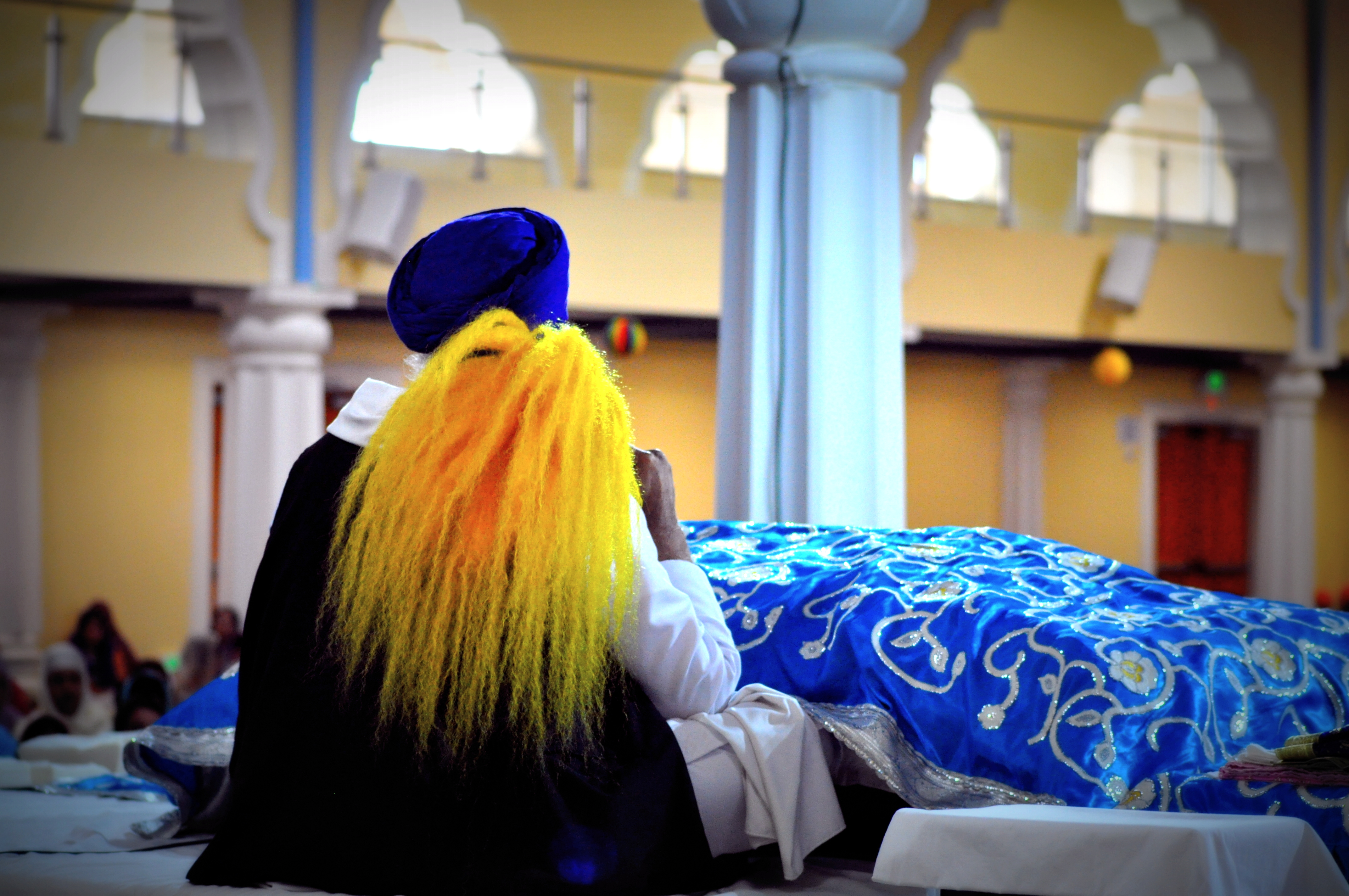
خادم يطرد الذباب بمذبة برتقالية احتراماً لنصوص السيخ المقدسة
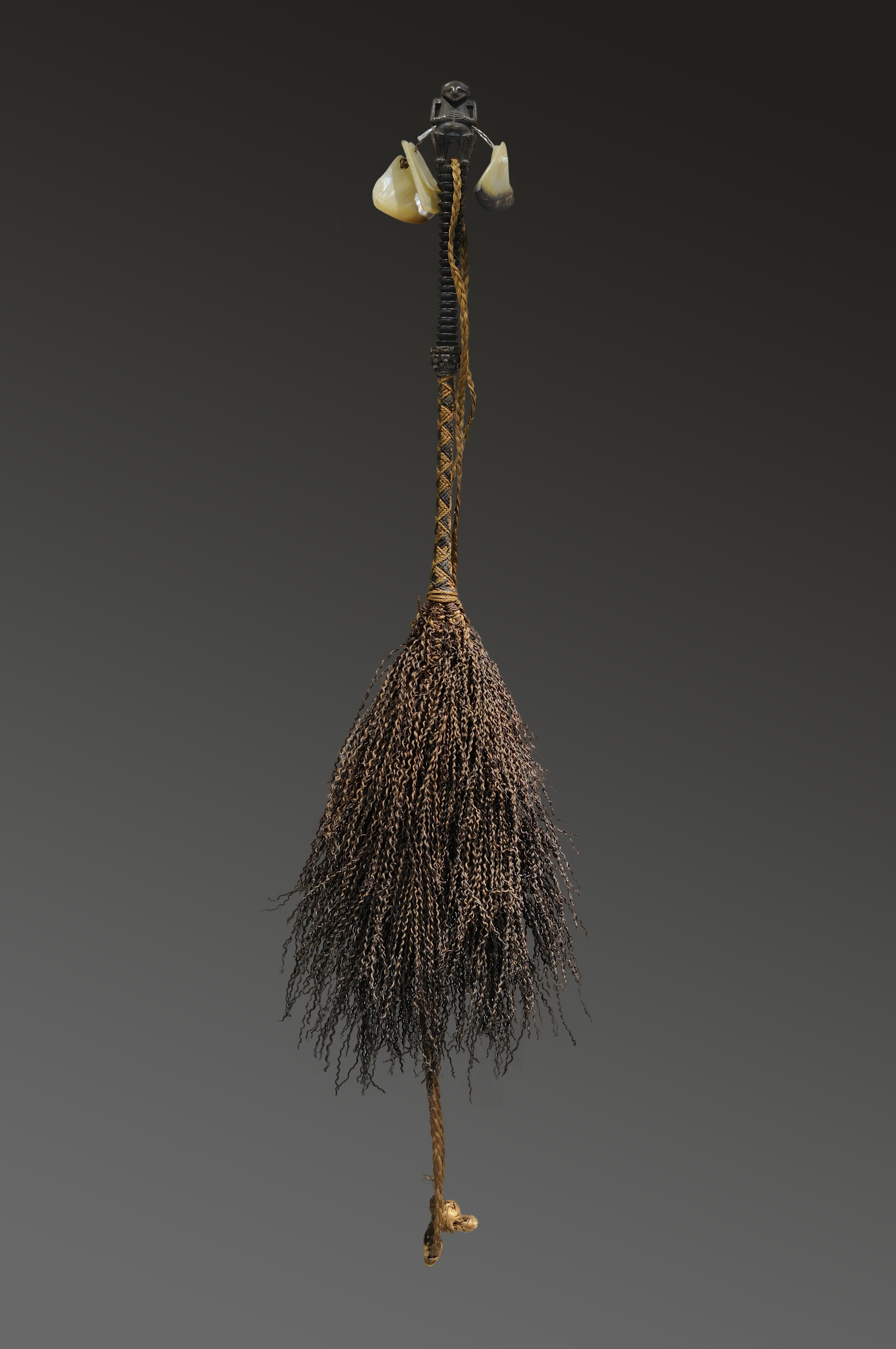
مذبة بولينيزية